# Eugen Bejinariu
Eugen Bejinariu (n. 28 ianuarie 1959, Suceava, România) este un politician român și membru al Partidului Social Democrat (PSD). A gestionat ca interimar treburile curente ale Guvernului României între 21 decembrie și 28 decembrie 2004, ca urmare a demisiei primului ministru Adrian Năstase, a cărui demisie a fost determinată de înfrângerea sa de către Traian Băsescu în alegerile prezidențiale din România din 2004. Cu acea ocazie Bejinariu a fost numit ca interimar de către noul președinte ales, Traian Băsescu, la propunerea lui Adrian Năstase. Confirmarea numirii lui Bejinariu a implicat o activitate limitată la perioada de tranziționare a guvernului Năstase la guvernul premierului desemnat, Călin Popescu-Tăriceanu, care a intrat în funcție la 29 decembrie 2004. 
Bejinariu a fost înaintat la gradul de general de brigadă (cu 1 stea) începând cu 1 decembrie 2002 , fiind trecut în rezervă la data de 20 august 2003. La numai un an a fost înaintat la gradul de general-maior (cu două stele) în rezervă începând cu 1 decembrie 2004.
În 21 noiembrie 2016 Direcția Națională Anticorupție a cerut aviz pentru începerea urmăririi penale împotriva lui Bejinariu, acuzat că a inițiat și a susținut hotărârile de guvern prin care s-a aprobat încheierea unui contract cu Fujitsu Siemens Computers GmbH privind închirierea de licențe Microsoft, cu prețuri foarte mari. Dată fiind campania electorală pentru alegerile legislative din 11 decembrie 2016, nu a existat cvorum pentru analizarea cererii, aceasta cerere urmând a fi analizată de următorul parlament.